# Démographie de Wallis-et-Futuna
La démographie de Wallis-et-Futuna est l’étude quantitative et qualitative des caractéristiques de la population wallisienne et futunienne (collectivité d'outre-mer française d'Océanie) et de ses dynamiques, à partir de thèmes tels que la natalité, la fécondité, la mortalité, la nuptialité (ou conjugalité) et la migration.
En juillet 2023, Wallis-et-Futuna, compte 11 151 habitants, en baisse par rapport à 2013 et 2018. Cette démographie place Wallis-et-Futuna parmi les dernières places du classement des pays en fonction du nombre de leurs citoyens.
Après avoir connu une croissance régulière tout au long du XXe siècle, passant de 6 202 habitants en 1928 à 14 944 habitants en 2003, la population de Wallis-et-Futuna diminue à partir des années 2000. Cela est dû en grande partie à l'émigration des Wallisiens et Futuniens en Nouvelle-Calédonie, en France métropolitaine et à l'étranger.

## Statistiques de l'état civil
Deux organismes contribuent à une bonne connaissance de la démographie de Wallis-et-Futuna : l'Institut national de la statistique et des études économiques (Insee), chargé de la production, de l'analyse et de la publication des statistiques officielles en France, dont celles relatives à la population, recueillies au travers des divers recensements périodiques, et d'en traduire différentes analyses tant nationales que locales, et l'Institut national d'études démographiques (Ined), un établissement public à caractère scientifique et technologique qui a pour mission de produire de la recherche, de former à la recherche et d’informer sur le résultat des recherches aussi bien la communauté scientifique que les pouvoirs publics ou le grand public dans le domaine de la démographie.
Naissances et décès 
| Année | Population | Naissances vivant | Décès | Accroissement naturel | Taux brut de natalité | Taux brut de mortalité | Taux d'accroissement naturel | TFR |
| ----- | ---------- | ----------------- | ----- | --------------------- | --------------------- | ---------------------- | ---------------------------- | --- |
| 1996  | 14,166     | 301               | 48    | 253                   | 21.2                  | 3.4                    | 17.8                         |     |
| 1997  |            | 264               | 49    | 215                   |                       |                        |                              |     |
| 1998  |            | 268               | 49    | 219                   |                       |                        |                              |     |
| 1999  |            | 345               | 51    | 294                   |                       |                        |                              |     |
| 2000  |            | 269               | 63    | 206                   |                       |                        |                              |     |
| 2001  |            | 266               | 69    | 197                   |                       |                        |                              |     |
| 2002  |            | 262               | 67    | 195                   |                       |                        |                              |     |
| 2003  | 14,944     | 290               | 88    | 202                   | 19.4                  | 5.9                    | 13.5                         |     |
| 2004  |            | 241               | 72    | 169                   |                       |                        |                              |     |
| 2005  |            | 223               | 65    | 158                   |                       |                        |                              |     |
| 2006  |            | 220               | 77    | 143                   |                       |                        |                              |     |
| 2007  |            | 215               | 68    | 147                   |                       |                        |                              |     |
| 2008  | 13,445     | 185               | 90    | 95                    | 13.8                  | 6.7                    | 7.1                          |     |
| 2009  |            | 230               | 63    | 167                   |                       |                        |                              |     |
| 2010  |            | 163               | 76    | 87                    |                       |                        |                              |     |
| 2011  | 11, 600    | 204               | 69    | 135                   |                       |                        |                              |     |
| 2012  |            | 175               | 66    | 109                   |                       |                        |                              |     |
| 2013  | 12,197     | 149               | 72    | 77                    | 12.2                  | 5.9                    | 6.3                          |     |
| 2014  |            | 141               | 65    | 76                    |                       |                        |                              |     |
| 2015  |            | 156               | 60    | 96                    |                       |                        |                              |     |
| 2016  |            | 155               | 66    | 89                    |                       |                        |                              |     |
| 2017  |            | 151               | 84    | 67                    |                       |                        |                              |     |
| 2018  | 11,558     | 125               | 74    | 51                    | 10.8                  | 6.4                    | 4.8                          |     |
| 2019  |            | 147               | 56    | 91                    |                       |                        |                              |     |
| 2020  |            | 111               | 68    | 43                    |                       |                        |                              |     |

## Statistiques démographiques du CIA World Factbook
Les statistiques démographiques suivantes proviennent du CIA World Factbook, sauf indication contraire.

### Population
| 1928  | 1935  | 1953  | 1960  | 1969  | 1976  | 1983   | 1990   | 1996   |
| ----- | ----- | ----- | ----- | ----- | ----- | ------ | ------ | ------ |
| 6 202 | 6 542 | 9 507 | 8 313 | 8 546 | 9 192 | 12 408 | 13 705 | 14 166 |

| 2003   | 2008   | 2013   | 2018   | 2023   | - | - | - | - |
| ------ | ------ | ------ | ------ | ------ | - | - | - | - |
| 14 944 | 13 445 | 12 197 | 11 558 | 11 151 | - | - | - | - |

Wallis-et-Futuna compte 11 151 habitants (juillet 2023)

#### Diminution de la population (depuis 2003)
L’accroissement naturel de Wallis-et-Futuna ne compense plus son émigration : entre 2003 et 2008, les deux îles ont perdu 10 % de leur population.
De nombreux habitants quittent les îles, si bien qu’il y a plus de Wallisiens et de Futuniens à Nouméa (Nouvelle-Calédonie) (17 763 personnes[Quand ?]) qu'à Wallis et à Futuna. Plusieurs milliers résident aussi en France métropolitaine (notamment des militaires, des joueurs de rugby, leurs familles et des étudiants) ainsi qu'en Polynésie française[réf. souhaitée]. Beaucoup de jeunes quittent leurs îles natales à la recherche d'un emploi.
La forte diminution constatée entre 2008 et 2018 (1 887 habitants perdus en dix ans, - 14 %) est le résultat de la diminution de la natalité et de l'importance de l'émigration dans un territoire sans débouchés (études supérieures et emploi réduit), ce qui conduit au vieillissement de la population et à la réduction de la taille des ménages.
Cette diminution de la population est constante depuis 15 ans, même si son rythme s'atténue : entre 2003 et 2008, la population s'est réduite de 10,03 %, de 9,28 % entre 2008 et 2013 et de 5,24 % entre 2013 et 2018. La raison de cette baisse, outre le taux de natalité de 1,75, en deçà du seuil de renouvellement, est le départ massif des jeunes, qui sont de plus en plus nombreux à s'expatrier en Nouvelle-Calédonie ou en France métropolitaine pour effectuer des études supérieures ou trouver un travail, les possibilités d'emploi étant limitées sur place. Tous les districts ont été touchés par la décroissance démographique.

#### Répartition de la population sur le territoire
| Unité administrative            | 1996   | 2003   | 2008   | 2013   | 2018   | 2023   | Variation en % (2013-2018) |
| ------------------------------- | ------ | ------ | ------ | ------ | ------ | ------ | -------------------------- |
| Circonscription d'Alo           | 2 892  | 2 933  | 2 655  | 2 156  | 1 948  | 1 875  | -9.55                      |
| Circonscription de Sigave       | 1 746  | 1 880  | 1 583  | 1 457  | 1 272  | 1 188  | -12.70                     |
| Total Futuna                    | 4 638  | 4 873  | 4 238  | 3 613  | 3 220  | 3 063  | -10.88                     |
| Circonscription d'Uvéa (Wallis) | 9 528  | 10 071 | 9 207  | 8 584  | 8 342  | 8 088  | -2.82                      |
| Total Wallis-et-Futuna          | 14 166 | 14 944 | 13 445 | 12 197 | 11 562 | 11 151 | -5.21                      |

Sources des services de l'État et du Territoire de Wallis-et-Futuna.
La plus importante partie de la population présente sur l'île de Wallis par rapport à Futuna s'explique en premier temps par une comparaison des superficies : Futuna s'étend sur 46,28 km2 alors que Wallis fait presque le double avec 96 km2. D'autres points expliquent ces différences importantes de population[réf. nécessaire] : Mata Utu, chef-lieu de Wallis-et-Futuna sur l'île de Wallis est l'une de ces principales causes[réf. nécessaire], sa proximité avec le pourvoir politique présent sur place (l'assemblée territoriale de Wallis-et-Futuna mais aussi l'Administration supérieure de Wallis-et-Futuna). L'accès au transport aérien, principal moyen de transport pour accéder et partir des iles joue le dernier point important de cette différence significative[réf. nécessaire]. Le principal aéroport est celui de Wallis-Hihifo se trouvant a Mata Utu, l'île de Futuna possède un aérodrome, celui de Futuna Pointe Vele mais le trafic aérien ainsi que les destinations desservies sont beaucoup moins importants.

### Pyramide des âges
L'âge moyen de la population de Wallis-et-Futuna est de 31,6 ans : 30,6 ans pour les hommes et 32,8 ans pour les femmes. L'espérance de vie moyenne en 2015 était estimée à 79,57 ans (44e place dans le monde), pour les hommes 76,58 ans et pour les femmes 82,7 ans.
- 0–14 ans : 20,58 % (homme 1 702/femme 1 561)
- 15–24 ans : 14,72 % (homme 1 238/femme 1 095)
- 25–54 ans : 43,55 % (homme 3 529/femme 3 376)
- 55–64 ans : 9,92 % (homme 742/femme 830)
- 65 ans et plus : 11,23 % (homme 856/femme 925)

| Hommes | Classe d’âge | Femmes |
| ------ | ------------ | ------ |
| 14,72  | 65 et plus   | 13,50  |
| 10,70  | 55–64        | 9,47   |
| 30,52  | 25–54        | 29,19  |
| 10,70  | 15–24        | 9,47   |
| 14,72  | 0–14         | 13,50  |

### Croissance démographique
En 1842, le capitaine du vaisseau l'Allier estime la population de Wallis à 2 500 habitants et de Futuna à 900. Au XXe siècle, la population de Wallis-et-Futuna augmente régulièrement, passant de 6 202 habitants en 1928 à 14944 en 2003, année où la population a été la plus nombreuse.
À partir de 1942, l'installation d'une base américaine à Wallis apporte une grande prospérité, qui favorise la natalité. Cet « âge d'or » prend fin en 1946, mais a permis de faire diminuer fortement la mortalité. En conséquence, Wallis connaît une « exubérance démographique » : entre 1935 et 1953, la population a augmenté de 45%.

#### Taux d'accroissement naturel
- + 8,5 % (juillet 2018)[21]

#### Taux de natalité
- 12,7 naissances/1 000 habitants

#### Taux de mortalité
- 5,7 décès/1 000 habitants

#### Taux de mortalité infantile
- Total : 4,2 décès/1 000 naissances vivantes
- Hommes : 4,4 décès/1 000 naissances vivantes
- Femme : 3,9 décès/1 000 naissances vivantes

#### L'espérance de vie à la naissance
- Population totale : 80,2 ans
- Homme : 77,2 ans
- Femme : 83,4 ans (2020 est. )

#### Taux de fécondité total
- 1,71 enfant nés/femme

### Scolarité
|                                               | 2013   | 2018   |
| --------------------------------------------- | ------ | ------ |
| Post-bac                                      | 9,3 %  | 8,0 %  |
| Baccalauréat                                  | 14,5 % | 10,4 % |
| CAP, BEP                                      | 13,3 % | 13,8 % |
| BEPC, brevet élémentaire, brevet des collèges | 10,3 % | 9,8 %  |
| Certificat d’études primaires                 | 5,5 %  | 7,5 %  |
| Aucun diplôme mais scolarisé                  | 42,0 % | 44,2 % |
| Non scolarisé                                 | 5,2 %  | 6,4 %  |

Sources de l'Insee sur des personnes de plus de 14 ans.

### Taux d'activité
|           | Futuna | Futuna | Wallis | Wallis |
| --------- | ------ | ------ | ------ | ------ |
| Hommes    | Femmes | Hommes | Femmes |        |
| 15-19 ans | 9      | 6      | 19     | 9      |
| 20-29 ans | 56     | 48     | 89     | 75     |
| 30-39 ans | 61     | 38     | 88     | 73     |
| 40-49 ans | 55     | 44     | 85     | 65     |
| 50-59 ans | 48     | 28     | 73     | 52     |
| 60-64 ans | 19     | 4      | 37     | 17     |

Sources de l'Insee recensement de la population 2018.

### Nationalité
- française
- nom : Wallisien(s), Futunien(s) ou Wallis-et-Futuna
- adjectif : wallisien, futunien ou insulaire de Wallis-et-Futuna

### Groupes ethniques
- Polynésiens (wallisien, futunien)
- français métropolitains

### Taux de migration nette
- -4,3 migrant(s)/1 000 habitants

### Religions
- Catholique romain 99%
- Autre 1%

Diagramme en pourcentages des langues parlées à Wallis-et-Futuna
- Wallisien (58,9 %)
- Futunien (30,1 %)
- Français (10,8 %)
- Autres (0,2 %)

### Langues
- Wallisien (langue autochtone polynésienne) : 58,9 %
- Futunien (langue autochtone polynésienne) : 30,1%
- Français (langue de l'administration et de la communauté métropolitaine) : 10,8 %.
- Autre : 0,2 %

Une partie importante de la population est bilingue wallisien-français ou futunien-français, voire trilingue futunien-wallisien-français.